# 羊欣
羊欣（359年—442年），字敬元，泰山郡南城县（今山东省新泰市）人，南朝宋書法家。與書法家薄紹之並稱為「羊薄」。

## 生平
羊秘之後，王献之的外甥，父羊不疑官烏程令，世代擅长书法。羊欣年轻时性格沉静，不与人争强斗胜，姿容美丽，善于说笑话，又擅长草书和隶书。羊欣於南渡後，歷仕晉、南朝宋兩朝。官至中散大夫、義興太守。有一女生王思遠
善于隶书，独步當代。時人稱：“买王得羊，不失所望。”清人刘熙载稱：“王家，羲、献……为南朝书法之祖，其后擅名宋代莫若羊欣，实亲受于子敬。”卒於宋文帝元嘉十九年（442年）。有《採古來能書人名》1卷。有草书《笔精帖》（《淳化阁帖》卷3）傳世。

## 延伸阅读
[在维基数据编辑]
 《宋書·卷62》，出自沈约《宋书》
 《南史·卷36》，出自李延壽《南史》